# Албрехт III (Саксония)
Вижте пояснителната страница за други личности с името Албрехт III.
Албрехт Храбри (на немски: Albrecht der Beherzte, „Animosus“; * 31 юли 1443, дворец Грима; † 12 септември 1500, Емден), от род Ветини, е херцог на Саксония (1464 – 1500), губернатор на Фризия, съ-ландграф на Тюрингия (1482 – 1485) и маркграф на Майсен (1464 – 1500, като Албрехт III). През 1472 г. купува силезкото Херцогство Саган. Той е основател на Албертинската линия на Дом Ветини.

## Произход и ранни години
Албрехт е третият син на курфюрст Фридрих II Кроткия от Саксония (1412 – 1464) и Маргарета Австрийска (1416 – 1486), дъщеря на херцог Ернст Железни от Хабсбургите.
През 1455 г. дванадесетгодишният Албрехт е отвлечен от замък Алтенбург заедно с по-големия му брат Ернст от Кунц фон Кауфунген († 14 юли 1455). Тогава той получава допълнителното си име „Храбрия“ или „Смелия“. Част от детството си Албрехт прекарва в двора на император Фридрих III във Виена.
Албрехт се жени през 1464 г. в Хеб за Здена (Сидония) (1449 – 1510), дъщеря на крал Иржи Подебради, крал на Бохемия (упр. 1458 до 1471) от Хабсбургите, но когато кандидатства за бохемската корона след смъртта на тъста му през 1471 г. няма успех.

## Управление

### Херцог на Саксония
След смъртта на баща му през 1464 г. двамата с брат му Ернст управляват заедно. Брат му Ернст става курфюрст на Саксония. През 1471 г. двамата братя започват заедно да строят нов дворец-резиденция в Майсен, който от 1676 г. се нарича замък Албрехтсбург. През 1472 г. той купува от херцог Йохан II от Саган силезийското Херцогство Саган, което остава до 1549 г. при неговите наследници.

### Княжески поход
На 5 март 1476 г. Албрехт започва в Дрезден със 119 придружители няколко месечно поклонение през Алтенбург, Ваймар, Нюрнберг, Мюнхен, Бренерпас, Флоренция, Рим до Венеция, откъдето групата с кораб отива в Яфа, от там към Йерусалим, където става рицар на „Орден на Светия гроб Господен“. Обратно групата се връща отново през Венеция и през императорския двор във Виена на 5 декември се връща в Дрезден. За това пътуване пише неговият ландрентмайстер Ханс фон Мергентал.
- Ернст (електор ,1464 – 1486), Фредерик II (електор, 1428 – 1464) и Албрехт III (от ляво надясно), детайл от „Шествие на князете“ (Дрезден, Германия)
- Албрехт Храбри „Шествие на князете“ детайл (Дрезден)

### Тюрингия и Майсен
Присъединяването на Ландграфство Тюрингия към Майсен (1483) дава повод за подялба. На 26 август 1485 г. в Лайпциг се подписва договор. Албрехт избира Майсен и плаща на брат си 100 000 гулдена, половината от сумата дава Йена на брат си. Оттогава настъпва между двете линии напрежение, което 60 години по-късно води до скъсване на отношенията при внука на Албрехт Мориц.

### Войни
Император Фридрих III от Хабсбургите номинира Албрехт на маршал („gewaltigen Marschall und Bannerträger“). Той се бие през 1475 г. против Карл Дръзки от Бургундия и води имперската войска 1480 и 1487 г. против крал Матиас от Унгария, понеже императорът не му помага достатъчно той не успява.
През 1488 г. той тръгва да освободи затвореният от жителите на Брюге Максимилиян I против въстаналата Фландрия. Той му дава управлението на Нидерландия. За отплата през 1498 г. той получава наследственото щадхалтершафтство на Фризия.
Албрехт начело на войска освобождава обсадения от въстаналите фризийци своя втори син Хайнрих. Албрехт умира след победа над Гронинген, след избухване на епидемия в саксонската войска, на 12 септември 1500 г. в Емден. Тялото му е погребано в катедралата на Майсен, сърцето и вътрешностите в Голямата църква на Емден.
Неспокойствията във Фризия водят до Саксонската война от 1514 до 1517 г.

## Деца
- Катарина (1468 – 1524) ∞ I. Сигмунд, ерцхерцог на Австрия, II. херцог Ерих фон Брауншвайг
- Георг Брадати (1471 – 1539) ∞ Барбара (1478 – 1534), дъщеря на полския крал Кажимеж IV Ягелончик
- Хайнрих Благочестиви (1473 – 1541) ∞ Катарина фон Мекленбург (1477 – 1561), дъщеря на херцог Магнус II от Мекленбург
- Фридрих Саксонски (1474 – 1510), Велик магистър на рицарите от Тевтонския орден